# Tepepan (estación)
Tepepan es una de las estaciones que forman parte del Tren Ligero de la Ciudad de México, perteneciente a la única línea existente del sistema. Se ubica al sur de la Ciudad de México en la alcaldía Xochimilco. 

## Información general
Su nombre proviene de una colina y un pueblo cercano con el mismo nombre. Alguna vez existió una parada de tranvía cerca. El logo representa el símbolo mexica de una colina o cerro.

## Esquema de estación
| Nivel de calle | Acceso por puente peatonal, taquillas y acceso al andén |

| Andén | Dirección Tasqueña                               | ← hacia Periférico/Participación Ciudadana |
| Andén | Plataforma central, puertas abren a la izquierda |                                            |
| Andén | Dirección Xochimilco                             | hacia La Noria →                           |